# Fridericia bisetosa
Fridericia bisetosa är en ringmaskart som först beskrevs av Levinsen 1884.  Fridericia bisetosa ingår i släktet Fridericia, och familjen småringmaskar. Arten är reproducerande i Sverige.